# Mareau-aux-Prés
Mareau-aux-Prés là một xã trong tỉnh Loiret, vùng Centre-Val de Loire bắc trung bộ nước Pháp. Xã này nằm ở khu vực có độ cao từ trung binh mét trên mực nước biển.